# NGC 519
NGC 519 je galaksija u zviježđu Kit.

## Vanjske poveznice
- SEDS: NGC 0519